# Soyuz 7K-T

Diagrama de una nave Soyuz 7K-T.

Soyuz 7K-T fue el nombre de un tipo de cápsula espacial soviética tripulada. Fue concebida a partir de la Soyuz 7K-OK y Soyuz 7K-OKS a raíz del desastre de la misión Soyuz 11. Estaba preparada para llevar a dos cosmonautas a cualquier estación espacial soviética.

## Historia
Tras la tragedia de la Soyuz 11 se decidió que los cosmonautas utilizarían trajes espaciales durante las fases peligrosas de la misión, lo que implicaba que no habría sitio para uno de los tripulantes, con lo que la nave pasó a tener solo dos plazas. También se decidió eliminar los paneles solares para evitar que causasen problemas en caso de un despliegue incompleto, como sucedió en la misión Soyuz 1. La energía de la nave pasó a depender exclusivamente de las baterías. Se hicieron numerosos cambios menores para mejorar la fiabilidad de la nave, llegando a realizar 31 misiones sin incidentes graves.
La Soyuz 7K-T fue reemplazada por la Soyuz T.

## Soyuz 7K-T/A9
Para realizar vuelos a las estaciones militares del programa Almaz se utilizaron Soyuz 7K-T modificadas, pasándose a denominar Soyuz 7K-T/A9. Las modificaciones incluían un sistema para controlar remotamente las estaciones Almaz y un sistema de paracaídas revisado.

## Soyuz 7K-TM
En el marco del programa conjunto Apolo-Soyuz se utilizó una Soyuz 7K-T modificada para poder acoplarse con una nave Apolo. Al modelo modificado se le denominó Soyuz 7K-TM. La nave incluía algunos sistemas pensados para ser usados con la cancelada Soyuz S, incluyendo una nueva torre de escape. También se utilizaron paneles solares ligeros y un mecanismo universal andrógino de acoplamiento. Se añadieron marcas en la nave para poder realizar un acoplamiento manual con la Apolo y se modificaron los sistemas ambientales para disminuir la presión de la cabina hasta las 0,68 atmósferas necesarias para poder transferir tripulaciones entre las naves.

## Soyuz 7K-MF6
La Soyuz 7K-MF6 fue una versión modificada de una Soyuz 7K-T consistente en la colocación de una cámara multiespectral alemana MF6 en el módulo orbital de la Soyuz reemplazando el sistema de acoplamiento Igla. Esta variante fue utilizada una sola vez, durante la misión Soyuz 22, para realizar estudios sobre recursos terrestres.

## Especificaciones
- Tripulación: 2
- Longitud: 7,48 m
- Diámetro máximo: 2,72 m
- Volumen habitable: 11 m³
- Masa: 6800 kg
- Propelente: ácido nítrico/hidracina
- Masa de propelente: 500 kg
- Impulso específico: 282 s
- Delta V total: 210 m/s
- Potencia eléctrica: 0,84 kW
- Motor principal: KTDU-35
- Empuje del motor principal: 4,089 kN

## Misiones no tripuladas
- Cosmos 496
- Cosmos 573
- Cosmos 613
- Cosmos 638
- Cosmos 656
- Cosmos 672
- Soyuz 20

## Misiones tripuladas
- Soyuz 12
- Soyuz 13
- Soyuz 14
- Soyuz 15
- Soyuz 16
- Soyuz 17
- Soyuz 18a
- Soyuz 18
- Soyuz 19
- Soyuz 21
- Soyuz 22
- Soyuz 23
- Soyuz 24
- Soyuz 25
- Soyuz 26
- Soyuz 27
- Soyuz 28
- Soyuz 29
- Soyuz 30
- Soyuz 31
- Soyuz 32
- Soyuz 33
- Soyuz 34
- Soyuz 35
- Soyuz 36
- Soyuz 37
- Soyuz 38
- Soyuz 39
- Soyuz 40